# Kostel svaté Barbory (Louky)
Kostel svaté Barbory je odsvěcený barokní filiální kostel nacházející se v karvinské místní části Louky.

## Historie
První zmínka o kostele v obci pochází z roku 1654, kdy měl v Loukách stát dřevěný kostel. Kvůli častým záplavám se ale v roce 1809 začal stavět nový, zděný kostel zasvěcený svaté Barboře, který byl dokončen v roce 1818. Kostel tehdy stál v centru obce, ale kvůli důlním vlivům se téměř všechny domy v druhé polovině 20. století zhroutily a v místě původního centra zbyl jen kostel sv. Barbory.
Kostel byl v roce 1995 odsvěcen, protože byla narušena statika podloží a kostel se začal naklánět. Spolu s přesunem obce se postavil na novém, stabilním místě i nový kostel, který je taktéž zasvěcen sv. Barboře a má tvar slzy, která má symbolizovat smutek obyvatel z poddolování zdevastované krajiny.
V roce 2013 byla taktéž zrušena památková ochrana Ministerstvem kultury na žádost vlastníka kostela.

## Galerie

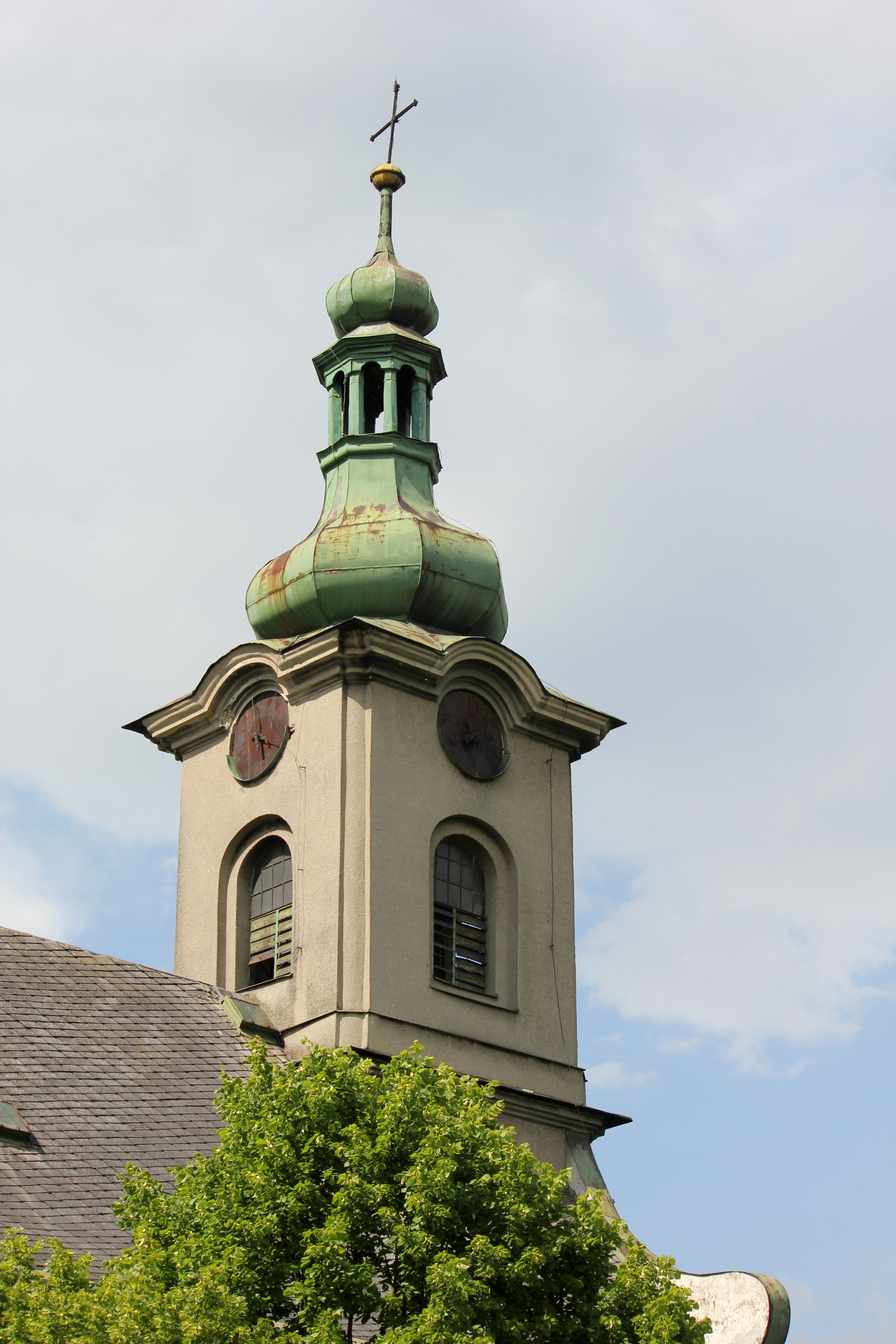
Věž (2013)
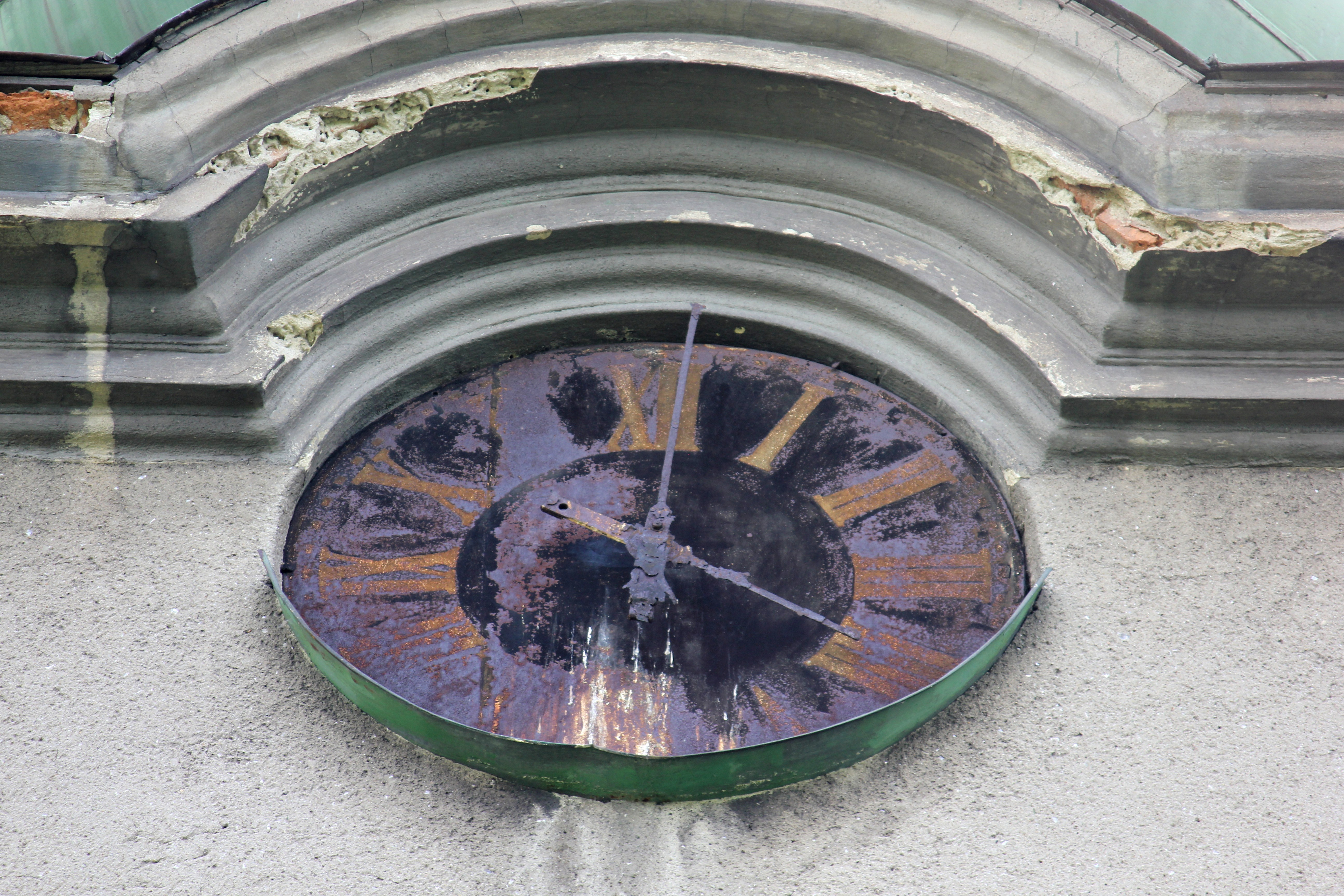
Hodiny (2013)
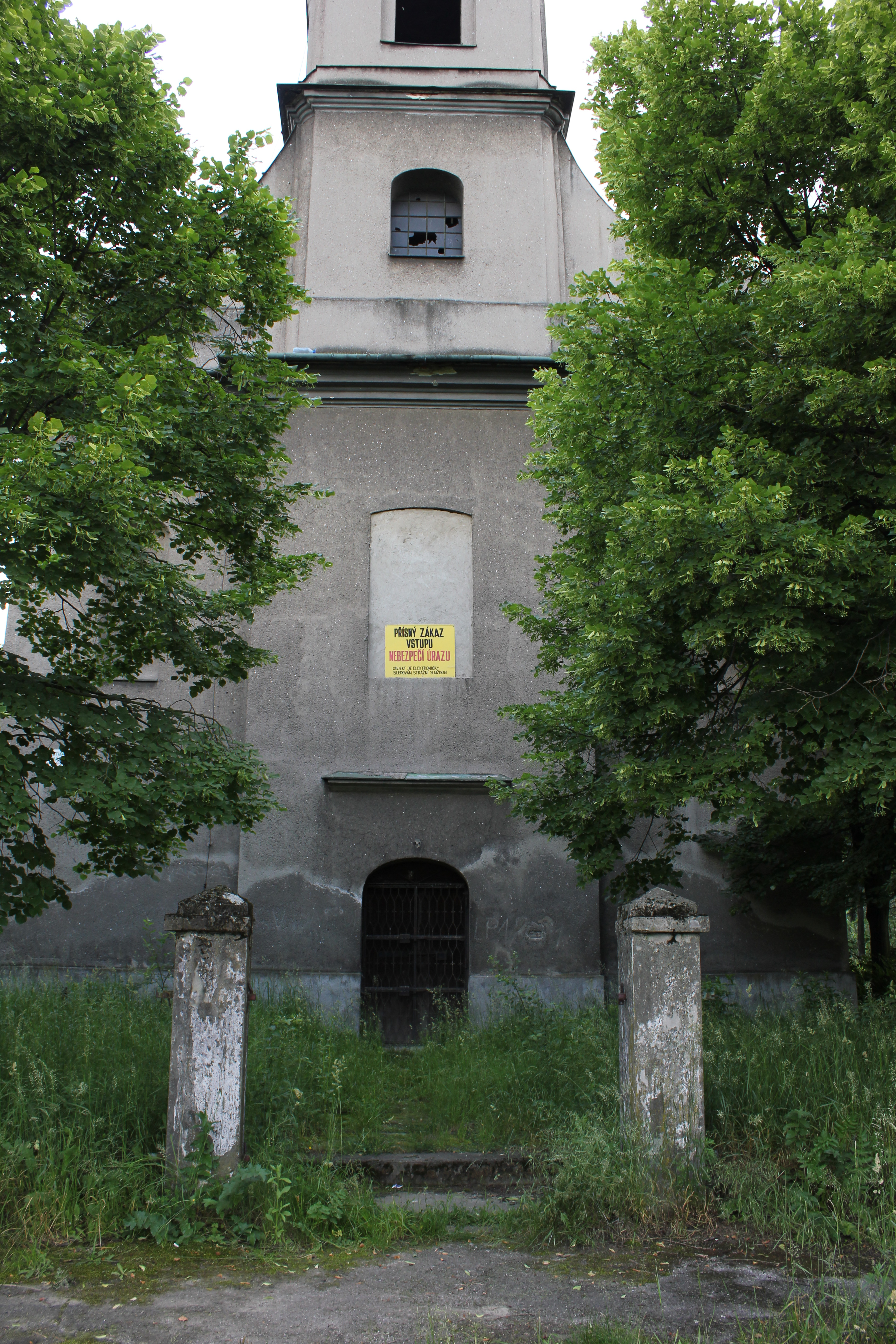
Vchod (2013)
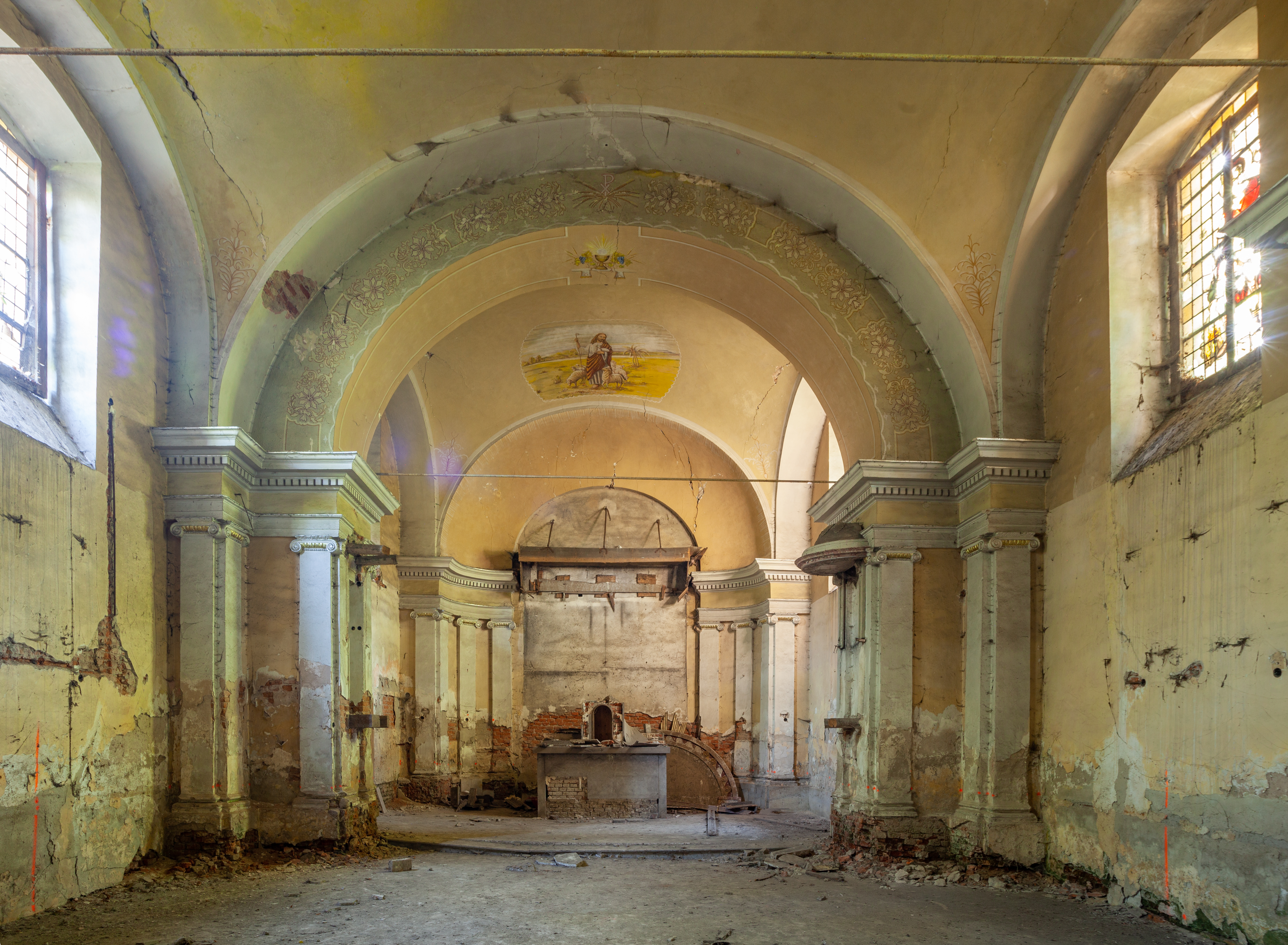
Interiér kostela (2021)
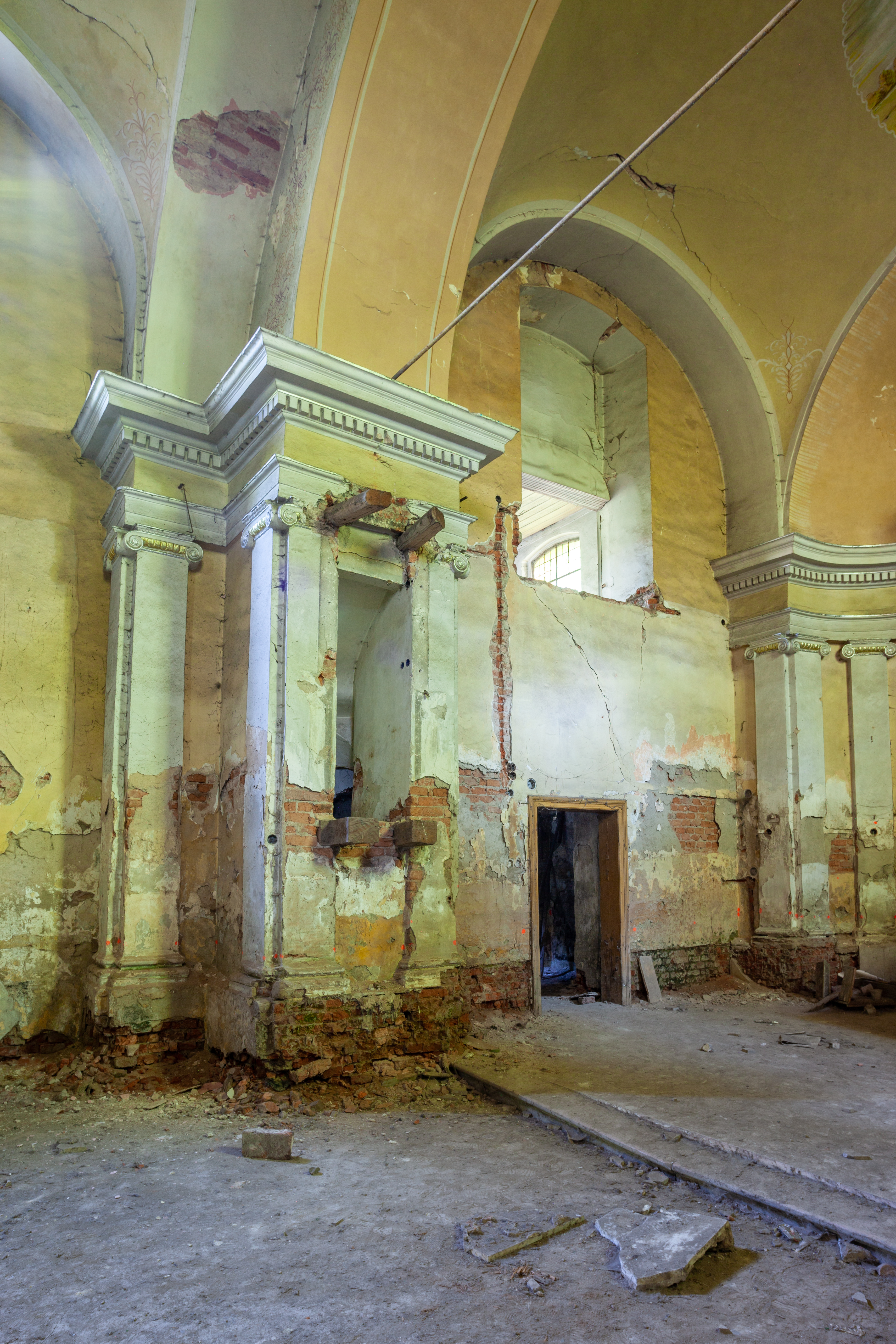
Interiér kostela (2021)